# Madonna van de rozentuin
De Madonna van de rozentuin (Italiaans: Madonna del Roseto) is een schilderij van Bernardino Luini, gemaakt in het eerste decennium van de zestiende eeuw. Sinds 1826 maakt het werk deel uit van de collectie van de Pinacoteca di Brera in Milaan.

## Voorstelling
Maria is ten halve lijve afgebeeld met Jezus op haar schoot. Maria ondersteunt hem met haar rechterarm, terwijl ze zijn linkervoetje vasthoudt met haar linkerhand. Ze zitten voor een leiboom vol witte rozen, een symbool dat in de middeleeuwse kunst vaak werd geassocieerd met Maria. Luini's aandacht voor de gedetailleerde weergave van de planten, zoals de witte rozen, sluit aan bij het Lombardische naturalisme, een kunststroming die haar oorsprong vindt in de internationale gotiek. 
De invloed van Leonardo da Vinci op het werk van Luini is onmiskenbaar. Het zachte gezicht van Maria en de pose van Jezus vertonen overeenkomsten met Leonardo’s werken, in het bijzonder zijn schetsen voor een Madonna met kind en een kat. Jezus wijst naar een pot met een plant, een verwijzing naar Maria als 'geestelijk vat', een aanroeping afkomstig uit de Litanie van Loreto. De akelei die het kind vasthoudt symboliseert met zijn roodachtige kleur het bloed van Christus en voorspelt daarmee Jezus’ lijden.
De donkere achtergrond van het schilderij zorgt voor een sterke focus op de figuren van Maria en Jezus. De zachte, subtiele verlichting benadrukt de serene sfeer van het werk.

## Herkomst
Het schilderij is een meesterwerk uit de jeugdige fase van de kunstenaar en werd in 1826 door de pinacotheek aangekocht uit de collectie van Giuseppe Bianchi. Hoewel er geen sluitend bewijs voor te vinden is, wordt vaak aangenomen dat het schilderij afkomstig is van de Certosa di Pavia, waar Luini aan het begin van de zestiende eeuw werkzaam was.

## Afbeelding

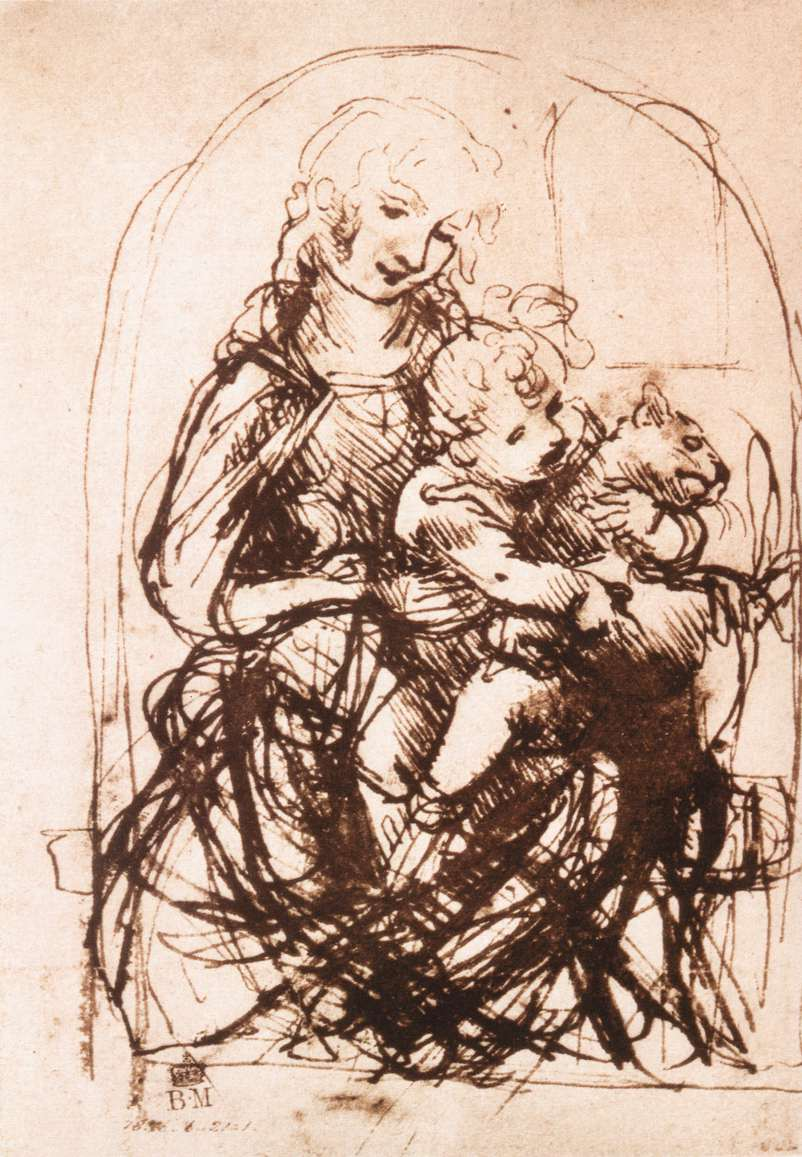
Madonna van de kat - Leonardo da Vinci